# Villamos hálózat

A hagyományos hálózatok fa szerkezete: a piros pont a betáplálás, a kék pontok a fogyasztókat szimbolizálják

Azt az áramkört, amelyben több fogyasztó és/vagy generátor található, összetett áramkörnek vagy villamos hálózatnak nevezzük. Szokták még elektromos áramkörnek vagy elektronikus áramkörnek hívni.
A villamos hálózat ezekből az alkotóelemekből épül fel, amelyek sorosan vagy párhuzamosan, majd az így kapott elemek ismét sorosan vagy párhuzamosan kapcsolódhatnak, tetszőlegesen bonyolult hálózatot hozva létre.
Egy villamos hálózat aktív kétpólusokból, generátorokból, passzív kétpólusokból, ellenállásból, tárolókból, kondenzátorból, induktivitásból áll. Ilyen kétpólusokat sorba, párhuzamosan vagy vegyesen kapcsolva kapunk egy hálózatot.
A villamos hálózatok területi elhelyezkedése lehet önálló, vagy más szomszédos hálózattal összekapcsolt. Az összekapcsolt hálózatok egy országon belül, vagy országok között növelik az ellátás biztonságot. Kisebb hálózatok esetén (pl. szigetüzemben működő generátorok, ill, erőművek) szintén előnyös, ha van külső  hálózattal összeköttetésük. 

## Csoportosítása

### Energia szerint
- Passzív: a hálózatban csak fogyasztó található.
- Aktív: a hálózat generátort is tartalmaz.

Az aktív hálózatok vázlatos szerkezete a megújuló energiaforrások, mint PV napelemes telepek megjelenésével módosul, a hagyományos fa szerkezetről a cellás (rácsos) szerkezetre. Az áram nem csak a termelőtől a fogyasztóig, hanem két irányban folyik (ugyanaz lehet termelő, mint fogyasztó.) 

### Funkció szerint
- Az átviteli hálózat vezetéke tipikusan egy erőmű és egy lakott település mellett lévő alállomás között fut.
- Az elosztó hálózat, amely a végfelhasználóig tartó szállításának az utolsó előtti állomása.

### Pólus szerint
Pólusnak nevezzük a hálózatnak azt a pontját, amelyet azért hozunk létre, hogy oda újabb áramköri elemeket csatlakoztathassunk.
Az elektronikában általában
- kétpólusokat és
- négypólusokat

használunk, amelyek értelemszerűen kettő, illetve négy pólussal (kivezetéssel) rendelkeznek.

Kétpólusú például az ellenállás vagy a generátor (itt a generátor egy olyan áramköri elem, amely állandó feszültséget vagy áramot hoz létre). Négypólusúak az elemi erősítők, mert két bemenetük és két kimenetük van. (Általában a kimenet és a bemenet egyik pólusa össze van kötve, ezt nevezzük közös pontnak.)
Mind a kétpólus, mind a négypólus lehet aktív vagy passzív, Ohm törvénye alapján pedig lineáris vagy nemlineáris (azaz nem érvényes rá az Ohm-törvény – mint például a dióda, ugyanis annak nyitó- és záróirányban is van olyan tartománya, ahol az áram-feszültség hányados nem állandó).
A szabad pólusok megszüntetését lezárásnak nevezzük, ezt megvalósíthatjuk egy ellenállással vagy egy generátorral.
Nevezetes lezárás a rövidzár és a szakadás. Bár a szakadás nem tűnik áramköri elemnek, hiszen tulajdonképpen nincs ott semmi, mégis egy végtelen ohmos ellenállásnak tekintjük. A rövidzár elméleti ellenállása pedig nulla.
Fontos kiemelni, hogy a gyakorlatban nem létezik nulla vagy végtelen értékű ellenállás, azonban a könnyebb számíthatóság érdekében ezen ideális elemek értékeit vesszük figyelembe.

## Külső hivatkozások
- A MAGYAR VILLAMOSENERGIA-RENDSZER. Szerk.: Pál Gyula Archiválva 2010. május 28-i dátummal a Wayback Machine-ben
- Flexibilis cellás szerkezetű elektromos hálózat (német)
- Energiapiacok összekapcsolása